# Контрада Спина (Лече)
Контрада Спина (итал. Contrada Spina) је насеље у Италији у округу Лече, региону Апулија.
Према процени из 2011. у насељу је живело 10 становника. Насеље се налази на надморској висини од 62 м.